# Charles Jencks

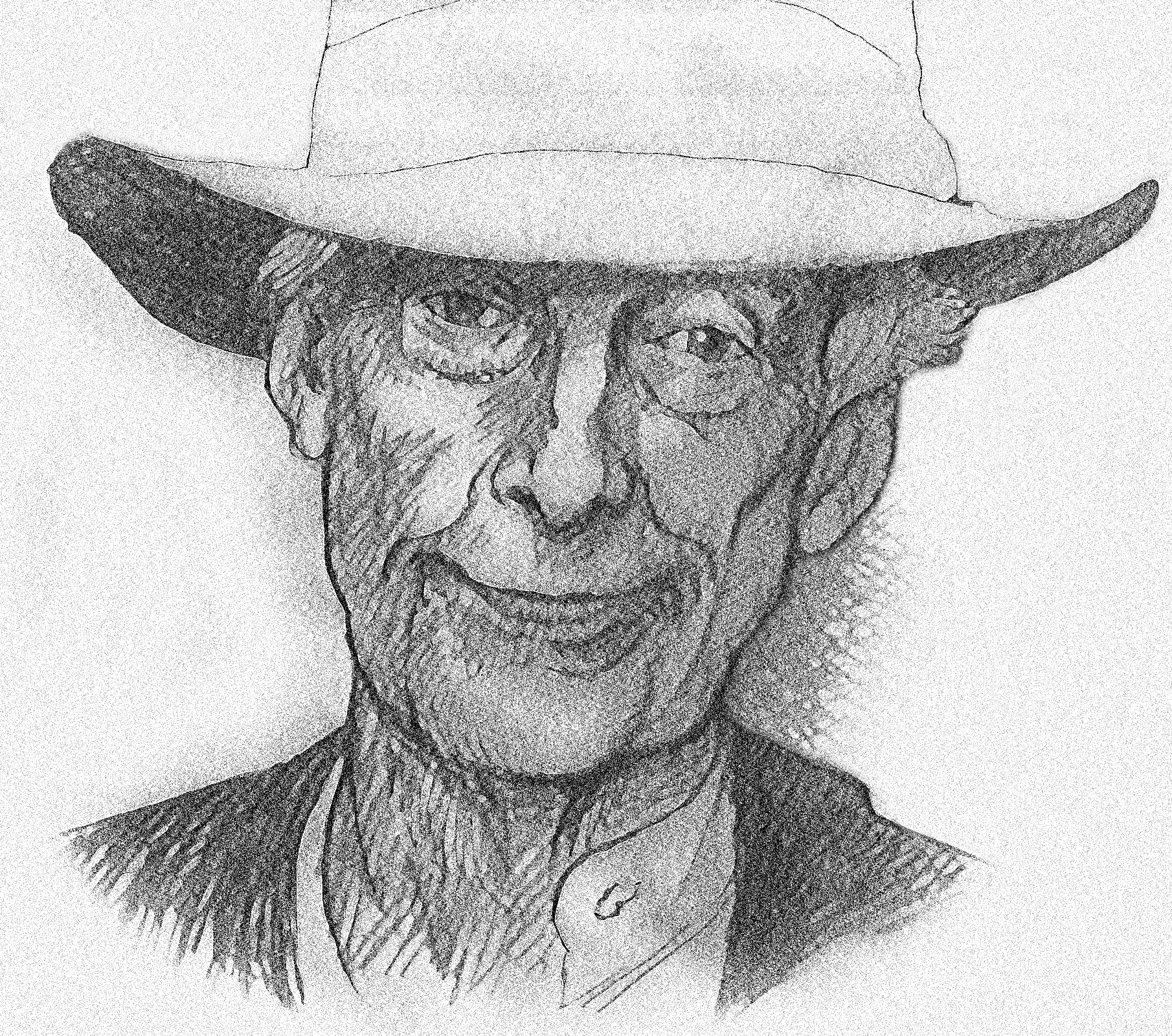
Charles Jencks

Charles Alexander Jencks (Baltimore, 21 juni 1939 - Londen, 13 oktober 2019) was een Amerikaanse architectuurtheoreticus, landschapsarchitect en designer. Zijn boeken over de geschiedenis van, en kritiek op het modernisme en het postmodernisme worden veel gelezen in architectuurkringen en daarbuiten.

## Levensloop

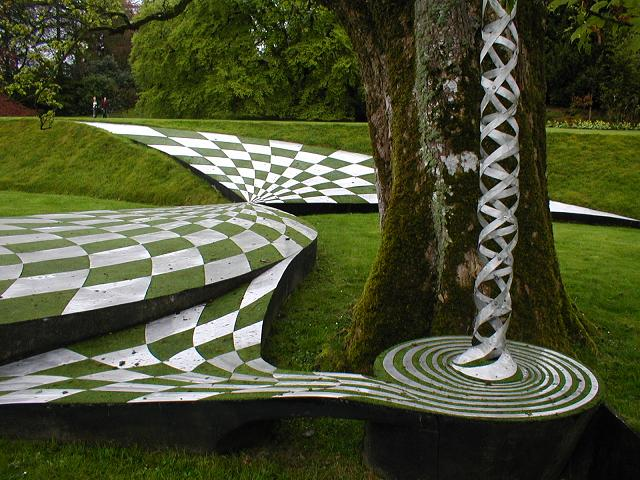
"Black Hole", Garden of Cosmic Speculation

Jencks studeerde eerst Engelse literatuur aan de Harvard-universiteit, later behaalde hij een master in architectuur aan de Graduate School of Design in 1965. Hij heeft tevens een PhD in architectuurgeschiedenis van University College London.
Hoewel de term postmodern niet door hem werd geïntroduceerd, wordt algemeen aangenomen dat zijn boek The Language of Postmodern Architecture het gebruik van de term in relatie tot architectuur sterk heeft gepopulariseerd.  
Charles Jencks heeft zich een plaats verworven binnen de Engelse landschapsarchitectuur. Zijn landschapswerk is geïnspireerd door fractals, genetica, chaostheorie, golven en solitonen. In Edinburgh, Schotland, ontwierp hij de "Landform" in de tuinen van de Scottish National Gallery of Modern Art. Deze thema's zijn onderzocht in zijn eigen tuin, de "Garden of Cosmic Speculation", Portrack House bij Dumfries. Daarnaast werkt hij als meubelontwerper en beeldhouwer, van onder andere "DNA Sculpture" in de Londense Kew Gardens in 2003.
Jencks' echtgenote, Maggie Keswick Jencks, was de initiatiefneemster van de Maggie's cancer caring centres, waarvoor ze tevens de tuinen ontwierp; daarnaast schreef ze een boek over Chinese tuinen. 
Jencks overleed op 80-jarige leeftijd in zijn huis aan het Holland Park.

## Selectieve bibliografie
- The Iconic Building - The Power of Enigma, Frances Lincoln, Londen, 2005.
- The Garden of Cosmic Speculation, Frances Lincoln Limited, Londen, oktober 2003.
- The New Paradigm in Architecture, (zevende uitgave van The Language of Post-Modern Architecture), Yale University Press, Londen, New Haven, 2002.
- Le Corbusier and the Continual Revolution in Architecture, The Monacelli Press, 2000
- Architecture 2000 and Beyond, Academy, Wiley, May 2000
- The Architecture of the Jumping Universe, Academy, Londen & NY, 1995. 2e editie Wiley, 1997.
- Heteropolis - Los Angeles, The Riots & Hetero-Architecture, Academy, Londen & NY, 1993.
- The New Moderns, Academy Londen, Rizzoli, NY 1990.
- The Prince, The Architects and New Wave Monarchy, Academy, Londen and Rizzoli, NY 1988.
- Post-Modernism, The New Classicism in Art and Architecture, Rizzoli, NY and Academy, Londen 1987; Duitse uitgave, 1987, herdruk 1988.
- What is Post-Modernism?, St Martins Press, NY 1986, Academy, Londen 1986. Vierde Editie 1996.
- Towards A Symbolic Architecture, Rizzoli, NY; Academy, Londen 1985.
- Kings of Infinite Space, St. Martins Press, NY; Academy, Londen 1983.
- Abstract Representation, St. Martins Press, NY 1983, Architectural Design monograph, Londen 1983.
- Skyscrapers - Skycities, Rizzoli, NY 1980, Academy, London 1980.
- Signs, Symbols and Architecture, edited with Richard Bunt and Geoffrey Broadbent, John Wiley, NY en Londen 1980.
- Late-Modern Architecture, Rizzoli, NY 1980, Academy, Londen 1980.
- Bizarre Architecture, Rizzoli, NY 1979 and Academy, Londen 1979.
- The Language of Post-Modern Architecture, Rizzoli, NY 1977, laatste keer herzien1991.
- Modern Movements in Architecture, Anchor Press, NY 1973.